# Ankylosaurus
Ankylosaurus reprezintă o grupă largă a dinozaurilor cu armură. În cadrul acestei grupări principale există subgrupa cunoscută ca ankylosauridea care au câteva caracteristici distinctive, printre care forma și structura craniului, traseele întortocheate ale conductelor de aer din interiorul craniului și vârful mare al cozii, asemănător cu o crosă sau cu un ciocan. Deși Ankylosaurus a fost folosit ca bază pentru crearea grupei, fosilele lui sunt mai puțin complete decât cele ale unor tipuri similare din grupă, ca Euoplocephalus.